# Équipe du Gabon féminine de handball
Dernière mise à jour : 13 mars 2021.
L'équipe du Gabon féminine de handball est la sélection nationale représentant le Gabon dans les compétitions internationales de handball féminin.

## Parcours
Championnats d'Afrique des nations
- 1979 – 9e
- 1983 – 9e
- 1987 – 7e
- 2000 – 8e
- 2002 – 7e
- 2006 – 7e
- 2008 – 8e